# Marius Riise
Marius Riise (* 22. April 1974) ist ein ehemaliger norwegischer Handballspieler.
Der 1,80 m große Linksaußen begann bei Nordstrand IF mit dem Handballspiel. Von Drammen HK wechselte der Rechtshänder zum deutschen Zweitligisten HSG Nordhorn. Mit der HSG stieg er sogleich ins Oberhaus auf und wurde 2001 Vizemeister. Anschließend kehrte er für eine Saison nach Drammen zurück. Ab 2002 spielte er beim spanischen Klub BM Altea, mit dem er im Finale des EHF-Pokals 2003/04 dem THW Kiel unterlag. 2005 kehrte er aus Spanien zurück nach Norwegen zu Haslum HK und unterschrieb einen Dreijahresvertrag, doch bereits nach einer Saison beendete er seine Karriere vorübergehend. Nach einem Jahr Pause schloss er sich dem Zweitligisten Bækkelagets SK/Nordstrand IF an. Seit 2010 gehört er dem Trainerteam von Nordstrand an.
In der norwegischen Nationalmannschaft debütierte Marius Riise am 1. März 1997 gegen Ägypten. Er nahm an den Weltmeisterschaften 1997 und 2005 teil. Bis 2005 bestritt er 57 Länderspiele, in denen er 142 Tore erzielte.